# Estación Petorca
Petorca fue una estación del ferrocarril ubicada en la comuna homónima, en la región de Valparaíso de Chile. Fue parte del ramal ferroviario entre las localidades de Pedegua y Petorca, siendo la estación terminal de la línea.
El ramal junto con la estación habían estado siendo considerados para su construcción desde 1897. En 1924 se inaugura el ramal Pedegua-Petorca que conecta al Longitudinal Norte con la ciudad de Petorca.
Operó con normalidad hasta mediados de la década de 1960. Para 1965 la vía ya había sido levantada.
Durante 1906, 1945 y otros años existió el plan de extender el ramal desde esta estación hasta Chincolco; sin embargo, el plan nunca se llevó a cabo.
El 22 de noviembre de 2019 se celebró en la exestación la citación de la reunión de la comisión de la cámara de diputados que tiene como labor «Fiscalizar a órganos competentes en gestión de recursos hídricos, en relación con [la mega sequía en Chile]».

## Infraestructura
El edificio de la estación posee una arquitectura neogótica alemana.